# 乌龙峡谷

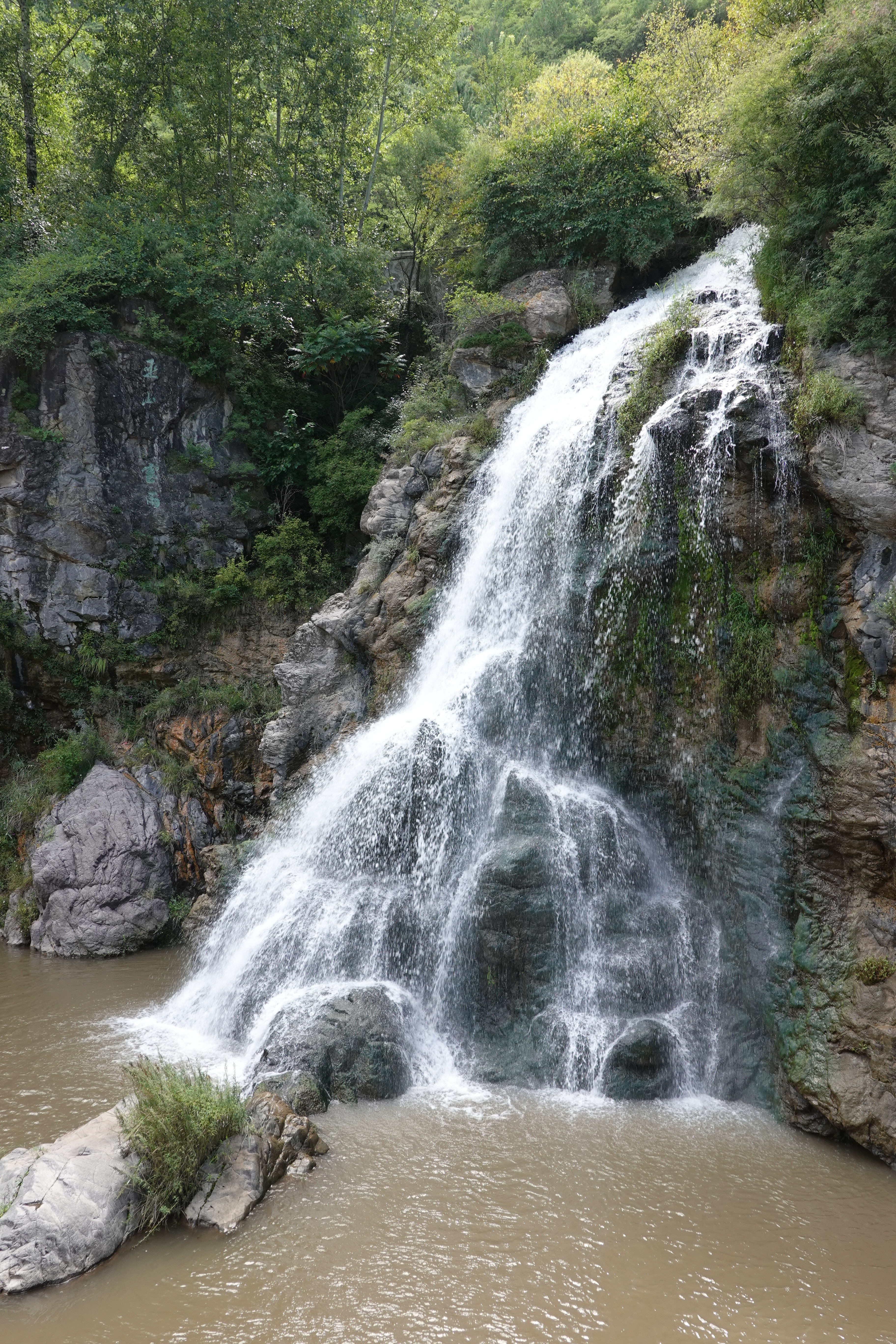
峡谷内一处瀑布

乌龙峡谷景区，位于北京市延庆县千家店镇沙梁子乡沙梁子村南，距县城东北51公里。
乌龙峡谷景区地处黑河下游，由四个深潭构成，地貌为花岗岩沟谷，是中国延庆世界地质公园和千家店百里山水画廊景区的一部分。
乌龙峡谷景区原名黑龙潭，黑河水呈青碧色，汇积成潭，故名黑龙潭。
乌龙峡谷景区的四个潭中，以头潭地势最险，周围是百米直立崖壁，潭底大而潭面小，呈椭圆形。
乌龙峡谷景区全长2公里，属距今1.4亿年前的中生代火山熔岩区，为典型的山间河流深切河谷地貌景观。